# Mees Kees langs de lijn
Mees Kees langs de lijn is een Nederlandse familiefilm uit 2016, geregisseerd door Aniëlle Webster. Het is het derde vervolg op de film Mees Kees. Deze films zijn gebaseerd op de boekenreeks Mees Kees van Mirjam Oldenhave.
Mees Kees wordt in deze film gespeeld door Leendert de Ridder. Verder komen in de film dezelfde kinderpersonages voor als in de vorige films, maar deze worden ook door andere kinderen gespeeld.

## Prijzen
In 2017 won deze film de Gouden Kalf Publieksprijs.

## Rolverdeling
De rollen in de film worden gespeeld door:

| Acteur                  | Personage    | Opmerkingen                |
| ----------------------- | ------------ | -------------------------- |
| Leendert de Ridder      | Mees Kees    |                            |
| Sanne Wallis de Vries   | Dreus        | Hoofd van de school        |
| Raymonde de Kuyper      |              | Moeder van Mees Kees       |
| Jochen Otten            | Meester Hank | Leraar groep 8             |
| Polleke van der Sman    | Aukje        | Leerling Mees Kees         |
| Ole Kroes               | Sep          | Leerling Mees Kees         |
| Lisa Lapré              | Manon        | Leerling Mees Kees         |
| Samuel Liasam           | Wahed        | Leerling Mees Kees         |
| Roosmarijn van der Hoek | Jacky        | Leerling Mees Kees         |
| Maurits van Brakel      | Fred         | Leerling Mees Kees         |
| Keara Patti             | Hasna        | Leerling Mees Kees         |
| Jelle Stout             | Tobias       | Leerling Mees Kees         |
| Laysa el Madkouri       | Rachida      | Leerling Mees Kees         |
| Jack Meershoek          | Sammy        | Leerling Mees Kees         |
| Serenity Otte           | Lisa         | Leerling Mees Kees         |
| Tijn Ras                | Koen         | Leerling Mees Kees         |
| Kayen Thodé             | Winston      | Leerling Mees Kees         |
| Thijs van de Veen       | Tom          | Leerling Mees Kees         |
| Tibor Lukács            |              | vader van Sep              |
| Geerteke van Lierop     |              | moeder van Sep             |
| Marie-Louise Stheins    | Janneke      | dokter                     |
| Bob Fosko               |              | kenneleigenaar             |
| Mike Weerts             |              | vader langs de lijn        |
| Maarten Heijmans        | Meneer Frits |                            |
| Pepijn Schoneveld       |              | wegenwachter               |
| Ronja Kool              |              | buurvrouw met heggenschaar |
| Diewertje Dir           | Marie-Louise | vriendin van Mees Kees     |